# Ruhnama

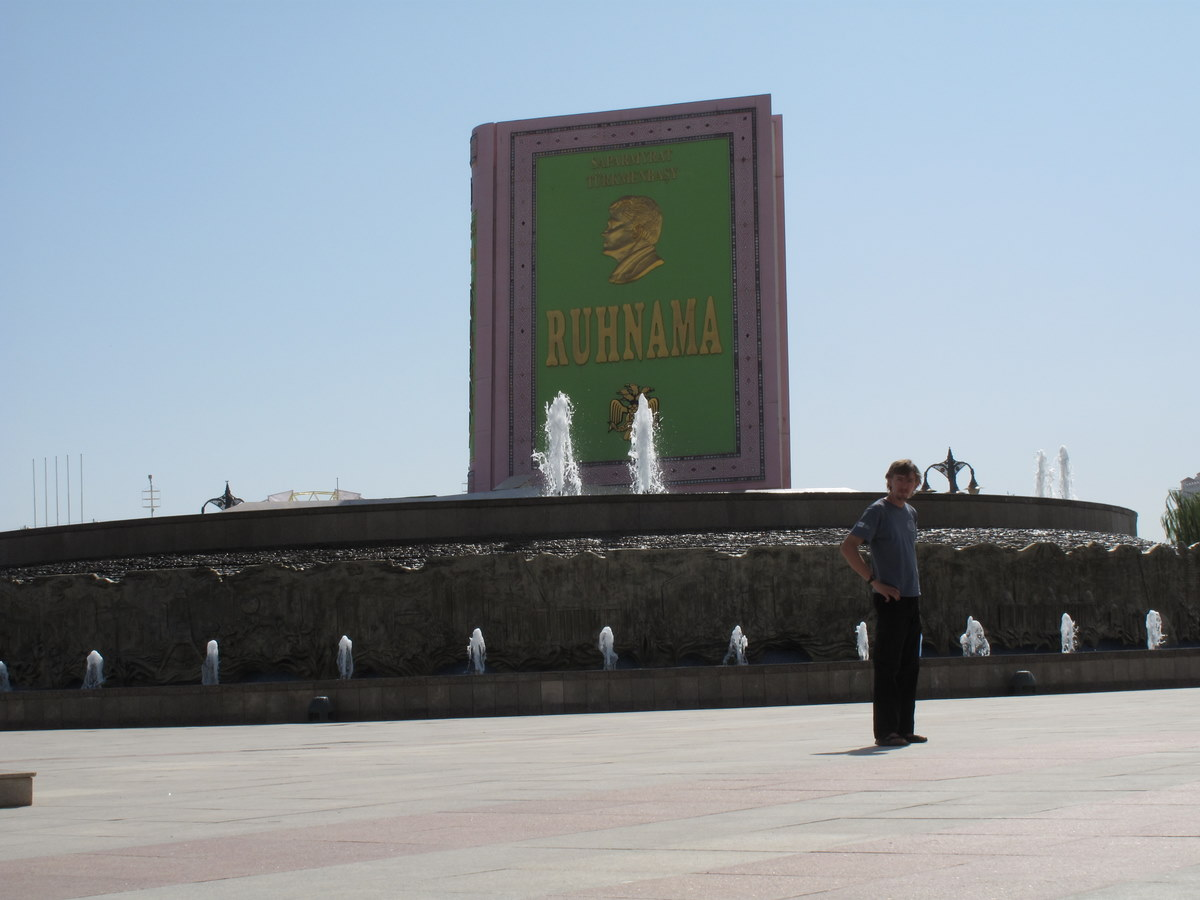
Monumento al Ruhnama nella città di Aşgabat

Il Ruhnama (in italiano libro dell'anima) è un'opera agiografica a sfondo ultranazionalistico e, in parte, celebrativa della vita del suo autore di riferimento, nominalmente scritta da Saparmyrat Nyýazow (1940-2006), presidente del Turkmenistan dal 1991 al 2006; è divisa in due parti, pubblicate rispettivamente nel 2001 e nel 2004. È stata redatta affinché fosse una "guida spirituale della nazione", nonché base delle arti e della letteratura: il testo include racconti mitologici e poesie, comprese quelle del poeta sufi Magtymguly Pyragy. L'opera si propone di creare un'immagine positiva del popolo turkmeno, un'interpretazione eroica della sua storia, una revisione dei costumi turkmeni e la definizione di "morale, norme familiari, sociali e religiose per i moderni turkmeni". Si può includere tra le opere di revisionismo storiografico, e l'interpretazione che dà di alcuni fatti storici è dubbia e contestata. Contiene elementi autobiografici: ciò rende il libro una parte integrante del culto della personalità di Saparmyrat Nyýazow, promossa durante gli anni del suo governo .
Nel centro della capitale del paese, Aşgabat, si trova un monumento che rappresenta il Ruhnama. Ogni sera il grande volume si apre producendo un rutilante spettacolo di luci.

## Storia
Secondo Hudaýberdy Orazow, ex capo della Banca centrale del Turkmenistan, l'idea originale della stesura del libro venne durante gli ultimi giorni della SSR turkmena, quando, durante una convention di funzionari governativi, il decano del dipartimento di storia dell'università statale turkmena menzionò che il suo dipartimento stava raccogliendo informazioni storiche, culturali e folcloristiche sul Turkmenistan da quasi 20 anni e aveva pensato che sarebbe stato utile redigere un trattato di storia sul popolo turkmeno: i libri allora disponibili erano pochi e comunque scritti nel contesto della storiografia sovietica.
Il libro è stato inizialmente sviluppato da una collaborazione tra l'Università statale turkmena e altri istituti di Aşgabat sponsorizzati dalla presidenza turkmena, ma senza il coinvolgimento diretto del presidente Nyýazow, e fu intitolato "Ruhnama". Nel 1994, il decano e Nyýazow furono insoddisfatti del lavoro, e il presidente ordinò che il libro fosse ritirato, istituendo un comitato per riscriverlo "come [il decano] avrebbe dovuto volerlo". Tuttavia, il gruppo che Nyýazow costituì non era composto da accademici o storici professionisti, ma da un poeta, due scrittori di narrativa e uno storico (che Orazow sosteneva di essere rispettabili professionisti durante il periodo sovietico, ma che da allora erano caduti nell'alcolismo). Il libro risultante non riuscì di nuovo a soddisfare le aspettative di Nyýazow, quindi ordinò che fosse nuovamente ritirato, ma questa volta si assunse la responsabilità di scrivere il Ruhnama da solo.
Nyýazow pubblicò il primo volume dell'opera nel 2001, dicendo che avrebbe "eliminato tutte le carenze, per accrescere lo spirito dei Turkmeni". Nel 2004, Nyýazow pubblicò un secondo volume, relativo a morale, filosofia e stili di vita. Il Ruhnama fu introdotto nella cultura turkmena in modo graduale ma sempre più pervasivo. Per prima cosa Nyýazow distribuì copie nelle scuole e nelle biblioteche della nazione, ma in breve tempo arrivò a rendere obbligatorio il suo studio per superare l'esame della patente di guida. Divenne la regola leggere il Ruhnama in scuole, università e organizzazioni governative tanto che, durante i colloqui di lavoro, i nuovi dipendenti governativi venivano esaminati sulla conoscenza del Ruhnama. Il libro divenne una parte sostanziale del culto della personalità di Nyýazow e della politica di turkmenizzazione della sua amministrazione: il governo richiese alle librerie e agli uffici governativi di metterlo in risalto, e le moschee di metterlo in vista al pari del Corano. Dopo che alcuni imam rifiutarono di soddisfare questa richiesta, sostenendo che porre i due testi al pari livello fosse un atto blasfemo, lo stato ha demolito tali moschee. Nel maggio 2004, il sito web controllato dal governo "Turkmenistan: The Golden Age" ha rilasciato una dichiarazione in cui si annunciava la graduale eliminazione di "diverse materie educative e scientifiche di importanza minore". Al posto, gli studenti imparavano a memorizzare il Ruhnama e cantare slogan patriottici. Un ingegnere di 30 anni riferì: "[mio figlio] apprende tutto dai passaggi del Ruhnama, e ha iniziato a rimproverarmi perché conosce il libro meglio di me".
Nell'agosto 2005, il primo volume del Ruhnama fu lanciata in orbita in modo che potesse "conquistare anche lo spazio".
Nel marzo 2006, anno della sua morte, Nyýazow disse che chi avesse letto il libro sarebbe automaticamente entrato in paradiso.
Successivamente, la sua diffusione è rimasta elevata. Tuttavia la sua ubiquità è diminuita da quando il presidente Gurbanguly Berdimuhamedow lo rimosse dal piano scolastico della scuola pubblica nel 2013 e interruppe la pratica di esaminare i candidati universitari sulla loro conoscenza del libro.È stato notato che i libri scritti da Berdimuhamedow, successore di Nyýazow, hanno iniziato a essere inclusi nei corsi scolastici. Luca Anceschi, un esperto della regione e professore dell'Università di Glasgow, vede questo come un trasferimento del culto della personalità di Nyýazow a Berdimuhamedow.

## Capitoli
1. Turkmen: nel nome di Allah il più nobile
2. Il cammino dei Turkmeni
3. La nazione turkmena
4. Lo stato turkmeno - L'antico stato Oguz
5. Il mondo spirituale dei Turkmeni